# Velika Buna
Velika Buna je naseljeno mjesto u Republici Hrvatskoj u Zagrebačkoj županiji. Nalazi se u podnožju Vukomeričkih gorica, a administrativno je u sastavu grada Velike Gorice. Proteže se na površini od 12,03 km². Prema popisu stanovništva iz 2011. godine Velika Buna ima 856 stanovnika koji žive u 205 domaćinstava. Gustoća naseljenosti iznosi 72 st./km².

## Stanovništvo
| broj stanovnika | 332   | 345   | 327   | 394   | 456   | 494   | 303   | 498   | 510   | 536   | 537   | 507   | 551   | 582   | 686   | 856   | 836   |
|                 | 1857. | 1869. | 1880. | 1890. | 1900. | 1910. | 1921. | 1931. | 1948. | 1953. | 1961. | 1971. | 1981. | 1991. | 2001. | 2011. | 2021. |

## Poznate osobe
- Zlatko Petrac, hrv. nogometni sudac